# Riccus
Riccus war möglicherweise ein antiker römischer Toreut (Metallbearbeiter) beziehungsweise Schmied, der, so er denn in der angenommenen Form existierte, im 3. Jahrhundert tätig war.
Die Existenz eines Toreuten Riccus wird aus einer nicht vollständig erhaltenen Signatur auf einem Schwert geschlossen, das in Schleswig gefunden wurde. Die erhaltene Inschrift lautet lateinisch …RICCI M. Ramsay MacMullen schlug 1960 vor, die Inschrift zu Riccus manu aufzulösen. Damit würde ein Riccus das Schwert gefertigt haben. Schon MacMullen war jedoch klar, dass es nicht sicher ist, ob riccus nicht nur das Ende des Namens war, und somit der vollständige Name eben nur auf riccus endete. MacMullen schlug weiterhin vor, Riccus ein weiteres in Schleswig gefundenes Schwert mit der unvollständigen Inschrift lateinisch …RICVS zuzuschreiben. Weiterhin stellte er in den Raum, dass ein in Dänemark gefundenes Bronzegefäß mit der nicht eindeutig zu lesenden Inschrift lateinisch RICVS beziehungsweise lateinisch PICVS, lateinisch DICVS oder auch lateinisch PICVS F (Picus fecit, also Picus hat es gemacht) und ein in Bourges gefundener Bronzehenkel mit der unvollständigen Inschrift lateinisch ATR…CVS zum Werk des Riccus gehört haben könnten. Ein Beweis für die Annahme ist ebenso wenig zu erbringen, wie die Möglichkeit der Richtigkeit ausgeschlossen werden kann.

## Einzelbelege
1. ↑  CIL 13, 10036,40
2. ↑  CIL 13, 10036,42
3. ↑  CIL 13, 10036,55; zumeist als PICVS gelesen
4. ↑  CIL 13, 10027,009; zumeist als lateinisch AFRICVS gelesen

| Personendaten    | Personendaten                      |
| ---------------- | ---------------------------------- |
| NAME             | Riccus                             |
| KURZBESCHREIBUNG | antiker römischer Toreut           |
| GEBURTSDATUM     | 2. Jahrhundert oder 3. Jahrhundert |
| STERBEDATUM      | 3. Jahrhundert oder 4. Jahrhundert |